# Lejb Rotblat

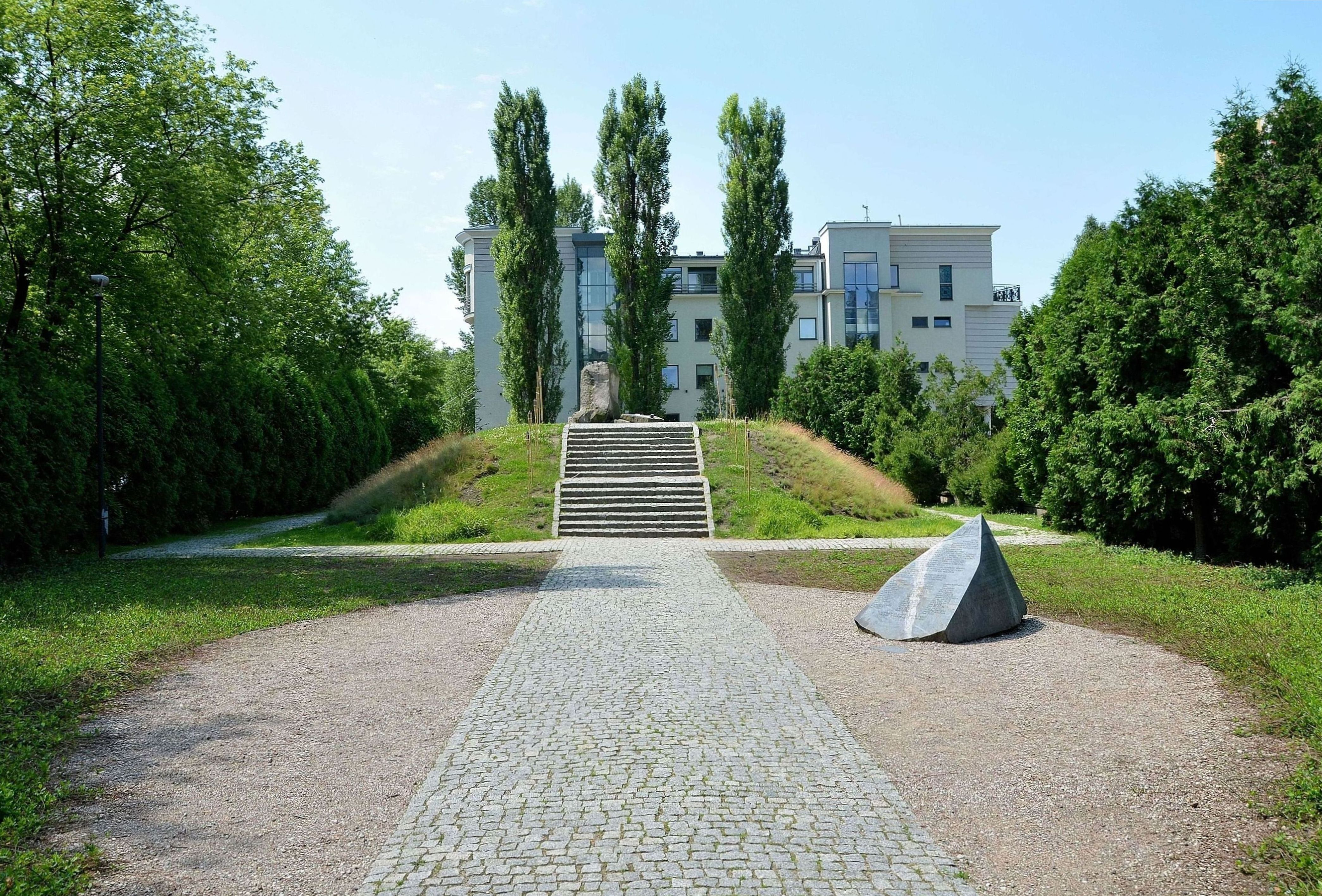
Kopiec Anielewicza przy ul. Miłej, zbiorowy grób bojowców ŻOB

Lejb (Lutek) Rotblat (ur. 14 października 1918 w Warszawie, zm. 8 maja 1943 tamże) – działacz żydowskiego ruchu oporu w getcie warszawskim, członek Żydowskiej Organizacji Bojowej (ŻOB), uczestnik powstania w getcie warszawskim.

## Życiorys
Pochodził z rodziny zasymilowanej. Wcześnie stracił ojca. Po zdaniu matury w 1937 został wychowawcą w Hanoar Hacijoni. W czasie wojny wstąpił do syjonistycznego ruchu Akiba. Razem z matką Marią, (Miriam) Rotblat, mieszkał przy ul. Muranowskiej 44. W marcu 1943 w ich mieszkaniu ukrywał się Arie Wilner.
Podczas wielkiej akcji deportacyjnej do Treblinki latem 1942 wraz z matką, dyrektorką Domu Dziecka przy ul. Mylnej 18, ukrywał w bloku jednego z szopów grupę żydowskich dzieci.
22 lutego 1943 brał udział w likwidacji agenta Gestapo Alfreda Nossiga.
W okresie między styczniem a kwietniem 1943 uczestniczył w organizowaniu broni dla ŻOB. Był zaangażowany w produkcję broni w getcie (granaty, butelki z benzyną). W przeddzień wybuchu powstania w getcie w kwietniu 1943 został mianowany dowódcą grupy sformowanej z członków Akiby. Grupa ta walczyła na terenie tzw. getta centralnego.
8 maja 1943 znalazł się razem ze swoją matką w bunkrze przy ul. Miłej 18. Kiedy bunkier został odkryty przez Niemców, bojowcy nie chcieli się poddać. Po wezwaniu Arie Wilnera większość popełniła samobójstwo. Lutek, na prośbę swojej matki, zastrzelił ją, a następnie odebrał sobie życie.
Wraz z innymi bojownikami ŻOB spoczywa w zbiorowym grobie w zasypanym bunkrze przy ul. Miłej, gdyż po wojnie w tym miejscu nie przeprowadzono ekshumacji.

## Upamiętnienie
Nazwisko Lutka Rotblata widnieje na pamiątkowym obelisku, ustawionym w 2006 u podnóża Kopca Anielewicza, razem z nazwiskami 50 innych powstańców, których tożsamość udało się ustalić.